# Línea M5 (AUVASA)
La línea M5 de AUVASA une a primera hora de la mañana los barrios de Parquesol, Villa de Prado y Huerta del Rey con el centro de Valladolid. Tiene servicio de lunes a viernes laborables.

## Frecuencias
| DÍA                | LUGAR DE SALIDA | HORARIO DE SALIDA |
| ------------------ | --------------- | ----------------- |
| Laborables         | PARQUESOL       | 6:50              |
| Sábados y festivos | SIN SERVICIO    | -                 |

## Paradas
Nota: Al pinchar sobre los enlaces de las distintas paradas se muestra cuanto tiempo queda para que pase el autobús por esa parada.
| Hacia Plaza España                                        | Correspondencia con líneas:      |
| --------------------------------------------------------- | -------------------------------- |
| C/ Eusebio González Suárez fte. Federico Landrove Moiño   | 8 9                              |
| C/ José Garrote Tebar 4 esq. Amadeo Arias                 | 8 9 C1                           |
| C/ José Garrote Tebar 20 esq. Manuel Silvela              | 8 9 C1 U8                        |
| C/ Manuel Azaña 37                                        | 9                                |
| C/ Manuel Azaña esq. Juan García Hortelano                | 9                                |
| C/ Hernando de Acuña esq. Manuel Azaña                    | 9                                |
| C/ Hernando de Acuña 45Bis                                | 9                                |
| C/ Hernando de Acuña 13 esq. Manuel Silvela               | 8 9 C1                           |
| C/ Hernando de Acuña 1 esq. Mateo Seoane Sobral           | 8 9 C1 U8                        |
| C/ Adolfo Miaja de la Muela 1A Hosp. Psiquiátrico         | 8 C2                             |
| C/ Adolfo Miaja de la Muela fte. Padre Llanos             | 8 C2                             |
| C/ Mº S. Lorenzo de El Escorial fte. C. C. Miguel Delibes | 8 C2                             |
| C/ Mº de Yuste fte. 28 esq. Mº San Lorenzo de El Escorial | 8                                |
| C/ Mº Sº Domingo de Silos 3                               | 8                                |
| C/ Joaquín Velasco Martín 17 Col. María de Molina         | 8                                |
| C/ Joaquín Velasco Martín 9 Polid. Huerta del Rey         | 8                                |
| C/ Joaquín Velasco Martín 3 Col. La Inmaculada            | 3 6 8                            |
| C/ Joaquín Velasco Martín 1 esq. Gloria Fuertes           | 3 8                              |
| Pza. Poniente fte. Jorge Guillén                          | M4 1 3 4 6 8 24                  |
| Pza. Fuente Dorada                                        | M1 M2 M3 M4 M6 M7 1 2 3 4 6 8 24 |
| C/ López Gómez 13 esq. Fray Luis de León                  | M4 3 4 6 24                      |
| Pza. España Bola del Mundo                                | M2 M4 M6 1 2 4 7 8               |